# Joe English
Joe English (Rochester, Nueva York, 7 de febrero de 1949) es un músico estadounidense, más conocido por su trabajo como batería de los grupos Wings y Sea Level durante la década de 1970. 

## Biografía
Joe English, nativo de Rochester, Nueva York, fue miembro de Jam Factory, una banda de Syracuse que dio origen a The Tall Dogs Orchestra de Macon. En busca de una oportunidad para expandir su talento, puso un anuncio para ofrecerse como batería, al que respondió Paul McCartney cuando buscaba un nuevo batería para su grupo, Wings. Su primer trabajo con Wings fue durante las sesiones del álbum Venus and Mars, y en Wings at the Speed of Sound cantó «Must Do Something About It». Fue batería durante la gira Wings Over the World Tour. En septiembre de 1977, durante las sesiones de grabación de London Town, English sintió nostalgia por su tierra y regresó a Macon, donde comenzó a tocar con la banda de Chuck Leavell Sea Level.
Tras una experiencia de Cristiano renacido, formó el grupo Joe English Band, donde tocaba la batería y cantaba. El grupo salió de gira a nivel mundial, tocando con otras bandas de rock cristiano de la época, incluyendo Petra, DeGarmo & Key, Mylon LeFevre y Servant. The Joe English Band publicó un disco, AKA Forerunner, en el que English no cantó. La banda incluyó a John Lawry, que abandonó el grupo para unirse a Petra en 1984. A finales de la década, English se unió a  Randy Stonehill, Phil Keaggy, Rick Cua y otros como parte del grupo Compassion All Star Band. En 1988, el grupo grabó en directo One by One, el único álbum de la formación.
Desde 2008, English reside en Spindale (Carolina del Norte) y es miembro de la comunidad Word of Faith Fellowship, sin ningún vínculo con la industria musical. Aun así, mantiene su interés musical como miembro del coro en WOFF.

## Discografía
Con Wings
- Venus and Mars (1975)
- Wings at the Speed of Sound (1976)
- Wings Over America (1976)
- London Town (1978)

Con Kingfish
- Trident (1978)

Con Sea Level
- On the Edge (1978)
- Long Walk on a Short Pier (1979)
- Ball Room (1980)
- Best of Sea Level (1997)

Con Joe English Band
- Lights in the World (1980)
- Held Accountable (1982)
- Press On (1983)
- Live (1984)
- What You Need (1985)
- The Best Is Yet to Come (1985)
- Back to Basics: English 101 (1988)
- Lights in the World / Held Accountable (1991)

Con Compassion All Star Band
- One by One (1988)